# Cigéo
Cigéo (acronyme de centre industriel de stockage géologique) est un projet français de centre de stockage des déchets radioactifs en couche géologique profonde, aussi appelé enfouissement des déchets nucléaires. Il est conçu pour enfouir (stocker) les déchets radioactifs de haute activité et à vie longue produits par l’ensemble des installations nucléaires françaises, jusqu’à leur démantèlement, et par le traitement des combustibles usés utilisés dans les centrales nucléaires. Après plus de vingt ans de recherche, menées pour l'essentiel au laboratoire de Bure, le projet Cigéo prévoit d'implanter ce site quelques kilomètres plus au nord, à la limite des départements de la Meuse et de la Haute-Marne, aux confins des communes de Ribeaucourt, Bure, Mandres-en-Barrois, et Bonnet, dans le bassin-versant de la Seine, à la limite de celui de la Meuse.
Le principe du stockage ou enfouissement profond est retenu par la loi française en 2006. Après une procédure de débat public ayant lieu courant 2013, la commission conclut qu'il n’y a pas urgence pour lancer l’enfouissement des déchets nucléaires et il faut revoir le calendrier. La loi définit en parallèle des voies alternatives : l'entreposage de longue durée des déchets radioactifs, en attendant le stockage définitif ; ou la séparation-transmutation des déchets nucléaires en radioéléments de plus faible activité ou à vie plus courte.
Le coût du projet, dont l'estimation est encore incertaine, varie entre 26 et 37 milliards d'euros. Les modalités de son financement, théoriquement dévolu aux entreprises productrices de déchets, reposent partiellement sur le budget de l'État. L'acceptabilité sociale est l'un des paramètres majeurs de ce projet, un milliard d’euros a été dépensé à cet effet.
Afin d’accompagner l’installation du projet, deux groupements d’intérêt public (GIP) départementaux ont été créés. Le GIP Haute-Marne est présidé par Nicolas Lacroix, président du conseil départemental de Haute-Marne et le GIP Meuse par Jérôme Dumont, président de celui de la Meuse.
Depuis 1996, le projet suscite des controverses concernant le financement, la réversibilité du processus, les incertitudes sur la capacité à garantir l'imperméabilité du site sur une durée de 100 000 ans, la volumétrie à traiter et sur le caractère illusoire du débat.

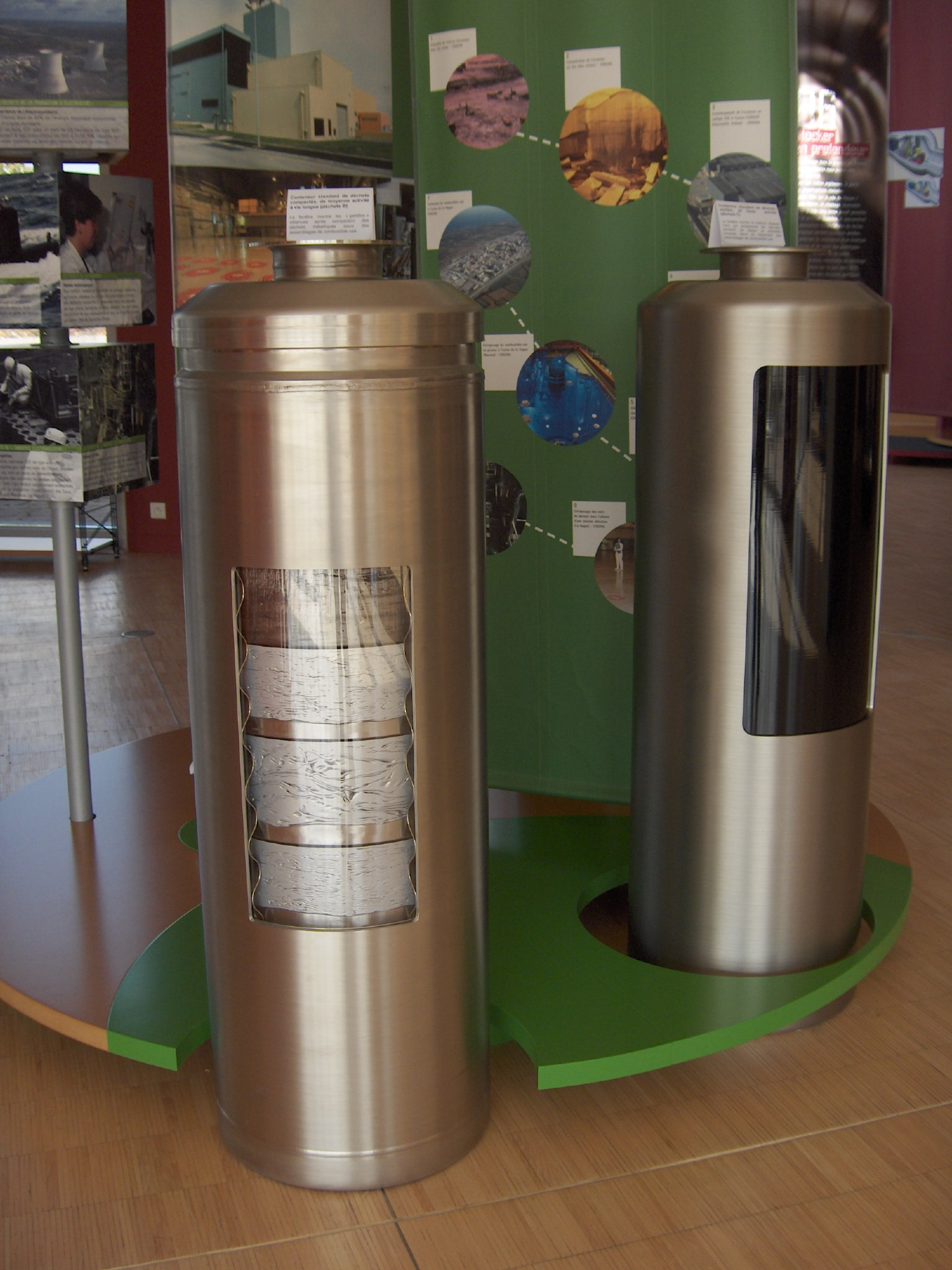
Maquettes de conteneurs standards pour déchets à haute activité (droite) et moyenne activité (gauche).

## Stockage des déchets nucléaires à vie longue

### Objectifs du stockage
L'exploitation des centrales nucléaires génère des produits de fission, généralement de très haute activité dont la durée de vie se compte en dizaines de milliers d'années. S'y adjoignent des actinides, moins radioactifs mais dont la durée de vie peut se compter en millions d'années, tel que le neptunium 237 qui présente une demi-vie (ou période) de 2,1 millions d'années, des produits de fission de moindre activité comme l’iode 129 (période de 16 millions d’années), et des produits d'activation comme le chlore 36 (période de 300 000 ans). Ces éléments sont des déchets nucléaires non-réutilisables. Dans le traitement du combustible nucléaire usé, ils sont séparés de l'uranium et du plutonium, potentiellement réutilisables.
La stratégie de gestion de ces déchets radioactifs HAVL (soit donc les produits de fission PF et les actinides mineurs AMin) consiste à les isoler dans des lieux inaccessibles à l’homme le temps nécessaire à la décroissance de leur radiotoxicité, l'enjeu principal pour le long terme résidant dans la capacité de l'installation à contenir suffisamment longtemps les radionucléides au moyen des différentes barrières interposées entre les déchets et les écosystèmes de surface. Une des options actuellement retenues pour réaliser cet isolement consiste à les stocker en profondeur (300 à 500 m) dans des galeries creusées dans une couche géologique stable, dense et le plus possible étanche (le granit, le tuff volcanique, ou l'argile comme cela est envisagé en France). La dangerosité de ces déchets radioactifs diminuera au fil du temps du fait de la décroissance naturelle de la radioactivité qu’ils contiennent : le rayonnement d'une grande partie de ces déchets de haute activité sera ainsi divisé par mille environ dans mille ans.
Les dangers de l'irradiation sont encore mal cartographiés pour des faibles doses d'irradiation, mais selon des autorités internationales en radioprotection (UNSCEAR, CIPR), l'effet est en tout état de cause négligeable pour des irradiations de l'ordre de grandeur de la radioactivité naturelle ambiante (lesquelles sont de l'ordre du micro-Sievert par heure, ou 5 mSv/an). A contrario, pour l'IRSN, « l’impact radiologique sur l’homme et les écosystèmes devra également être évalué à court comme à très long terme ».
Le stockage souterrain permet le confinement à très long terme de la radioactivité : la circulation d'eau étant très faible en milieu imperméable, seuls certains radionucléides mobiles pourront migrer après plusieurs dizaines de milliers d’années, puis potentiellement atteindre la surface en quantités extrêmement faibles.
Deux thèses de doctorat récentes sur des verres archéologiques et des obsidiennes estiment que le procédé de vitrification utilisé pour fixer les déchets HAVL devrait être capable à lui seul d'assurer le confinement des matières durant 10 000 ans,. Néanmoins, pour l'évaluation des performances du stockage profond, les modèles de migrations des corps radioactifs ne font pas intervenir ce confinement artificiel (les conteneurs), seule la roche naturelle est considérée. L'exemple du réacteur nucléaire naturel d'Oklo, où les produits de fission non volatils n’ont bougé que de quelques centimètres en près de deux milliards d’années, a été utilisé dans les travaux préparatoires à Yucca Mountain pour montrer que ce confinement est possible.
Selon un chercheur ayant soutenu en 2017 une thèse d'histoire des sciences à l'EHESS, l'Andra a dû peu à peu renoncer à produire une preuve formelle de la sécurité absolue du stockage sur le modèle d'une démonstration mathématique et table désormais plutôt sur un « faisceau d'arguments » montrant que l'évolution de Cigéo est maîtrisée à très long terme.

### Étude de l'argile du Callovo-Oxfordien

Coupe géologique du site de Bure.

La zone proposée par l’Andra pour le projet d'implantation du centre de stockage Cigéo est située dans l’est de la France, à la limite des départements de la Meuse et de la Haute-Marne.
Les performances de sûreté à long terme d’un tel centre de stockage sont, entre autres facteurs, dépendantes des caractéristiques de la roche hôte. La couche géologique retenue pour le stockage est celle du « Callovo-Oxfordien ». Il s’agit d’une couche de roche argileuse, vieille d’environ 160 millions d’années, située à environ 500 m de profondeur dans l’est du bassin parisien (entre 420 et 555 mètres de profondeur sur le site du laboratoire). Les argilites (mélange d’argile et de quartz) du Callovo-Oxfordien (époque du Jurassique) possèdent a priori des caractéristiques physico-chimiques qui tendent à limiter la migration des radionucléides. La couche d'argile, de plus de 130 m d'épaisseur et à 500 m de profondeur, a révélé d'excellentes qualités de confinement : stable depuis 100 millions d'années au moins, homogène sur plusieurs centaines de km2, le milieu est très peu perméable et s’oppose donc à la circulation de l’eau (principale cause de la dégradation des colis et de la dissémination des radioéléments), et l'argile a une capacité de rétention (capacité de sorption des éléments radioactifs) élevée,.
Pour les situations d'exploitation du stockage, l'Andra vise une dose maximale admissible de 0,25 mSv/an pour le public et 5 mSv/an pour les travailleurs exposés, soit le quart de ce que demande la réglementation actuelle. Pour le long terme, l'objectif fixé à l'Andra est que la dose engagée à l'exutoire doit rester inférieure à 0,25 mSv/an pour le groupe de référence le plus exposé. Les modélisations estiment que la dose à l'exutoire serait au maximum de 0,000 8 mSv/an au bout de 500 000 ans (dominées par l'iode-129 et le chlore-36, tous deux solubles) ; tout en restant largement sous l'objectif elle serait plus élevée (0,02 mSv/an) dans l'hypothèse d'un stockage des combustibles usés CU1 et CU2 d'EdF.
L’objet du laboratoire de recherche souterrain de Meuse/Haute-Marne était donc l’étude de la couche d’argilite, en vue de déterminer si ses caractéristiques sont cohérentes avec les objectifs de sûreté d’un centre de stockage implanté au sein de la zone de transposition,.
Les travaux de l’Andra ont permis de mettre en évidence que les propriétés des argilites du Callovo-Oxfordien réduisaient fortement la mobilité des actinides mineurs et ainsi le flux d’activité associé sortant de la formation hôte en les confinant dans le champ proche. L'Autorité de sûreté nucléaire souligne toutefois la nécessité de prendre en compte « les incertitudes résiduelles » sur l'homogénéité de la couche géologique d'argile, incertitudes qu'invoque l'association France Nature Environnement pour justifier son opposition au projet.

## Description du projet

### Description générale
L'installation envisagée est composée d’installations de surface, notamment pour accueillir et préparer les colis de déchets ou servir de support aux travaux de creusement et de construction des ouvrages souterrains.
Il est prévu que les déchets soient stockés dans des installations souterraines, situées à environ 500 mètres de profondeur, dans une couche de roche argileuse qui doit être imperméable et avoir des propriétés de confinement sur de très longues échelles de temps. Un funiculaire devrait pouvoir descendre ou remonter les colis, sa conception et son éventuelle réalisation, maintenance et exploitation ont été confiées à l'entreprise grenobloise Poma (spécialisée dans le transport par câble, les remontées mécaniques et téléphériques) pour un coût total de 68 M€ et pouvant être éventuellement opérationnel en 2025 (si le Centre de stockage est décidé).
Entré en phase pré-industrielle en 2011, le projet Cigéo pourrait accueillir les premiers déchets en 2025 après une série d'étapes et un calendrier définis par la loi. Cigéo est prévu pour être exploité pendant au moins 100 ans. L’installation souterraine de stockage, à 500 m de profondeur, sera construite progressivement, au fur et à mesure des besoins. Son étendue sera d’environ 15 km2 au bout d’une centaine d'années.
La loi impose que cette installation soit réversible pendant au moins cent ans afin de laisser aux générations futures la possibilité de modifier ou d’orienter le processus de stockage, par exemple de retirer les colis stockés si un autre « mode de gestion » était envisagé ou si la sûreté du site était mise en cause. Il n'est cependant pas prévu de laisser à cet effet une provision financière permettant de couvrir tout ou partie du coût d'une telle opération de reprise.

### Déchets destinés à Cigéo
Cigéo est conçu pour stocker les déchets radioactifs de haute activité (HA) et de moyenne activité à vie longue (MA-VL), qui ne peuvent pas être stockés en surface ou en faible profondeur, pour des raisons de sûreté nucléaire ou de radioprotection. Pour les déchets de haute activité, les plus radioactifs, au moment de leur mise en stockage, le rayonnement qui serait reçu à un mètre d’un colis sans protection est de plusieurs sieverts (Sv) par heure.
Les déchets sont conditionnés en « colis » par leur producteur, puis placés dans un conteneur de stockage. Les volumes de déchets HA et MA-VL qui pourraient être stockés dans Cigéo sont ainsi estimés à :
- environ 10 000 m3 conditionnés pour les déchets HA (environ 60 000 colis), soit de l’ordre de 30 000 m3 de conteneurs ;
- environ 70 000 m3 pour les déchets MA-VL (environ 180 000 colis), soit de l’ordre de 350 000 m3 de conteneurs[15].

L’inventaire retenu par l’Andra pour la conception du projet Cigéo ne prend en compte que les installations nucléaires passées ou autorisées au 31 décembre 2010 (ou sur le point de l’être), pour une durée de fonctionnement portée à 50 ans. Cependant, pour les déchets issus du fonctionnement du parc de centrales nucléaires actuel, l’inventaire de référence fait l’hypothèse d'un recyclage complet in fine de tous leurs combustibles usés (y compris MOX et URE, qui ne sont pas encore recyclés à ce jour). De ce fait, la remise en cause du recyclage complet de tous les combustibles usés du parc actuel aurait un fort impact sur la nature même des déchets à stocker, mais seulement vers la fin du siècle). S’il était finalement proposé de stocker des combustibles usés non traités dans Cigéo, celui-ci devrait être sensiblement adapté et son emprise augmentée (environ 25 km2 au lieu de 15). En outre, en cas d'arrêt complet du nucléaire, le plutonium séparé (qui ne pourra alors plus être considéré comme une matière nucléaire recyclable) viendra augmenter l'inventaire à prendre en compte. Selon Hervé Kempf, de Reporterre, il faut remettre à plat le retraitement, qui conduit à la création de cinq types de déchets (les actinides mineurs, le plutonium, le MOX usé, l’uranium de retraitement ainsi que le combustible uranium usé), rediscuter les conditions de stockage des déchets à l'usine de la Hague.
Le stockage dans Cigéo de déchets d’installations futures serait possible, dans la mesure où ils seraient compatibles avec l’autorisation (en volume, nature et activités de déchets autorisés). Si l'inventaire à prendre en compte dépassait les limites de l’autorisation de Cigéo, celle-ci devrait être modifiée à l’issue d’une procédure de modification du décret d’autorisation après enquête publique.
Les volumes à stocker sont étroitement dépendants de la politique énergétique, avec une hausse du volume en cas d'arrêt prématuré de certaines centrales. Les opposants au débat réclament le report du débat après la loi de programmation sur la transition énergétique, tandis que l'ASN préconise, en raison de ces incertitudes, que des « hypothèses majorantes » soient prises en compte.

### Réversibilité du stockage

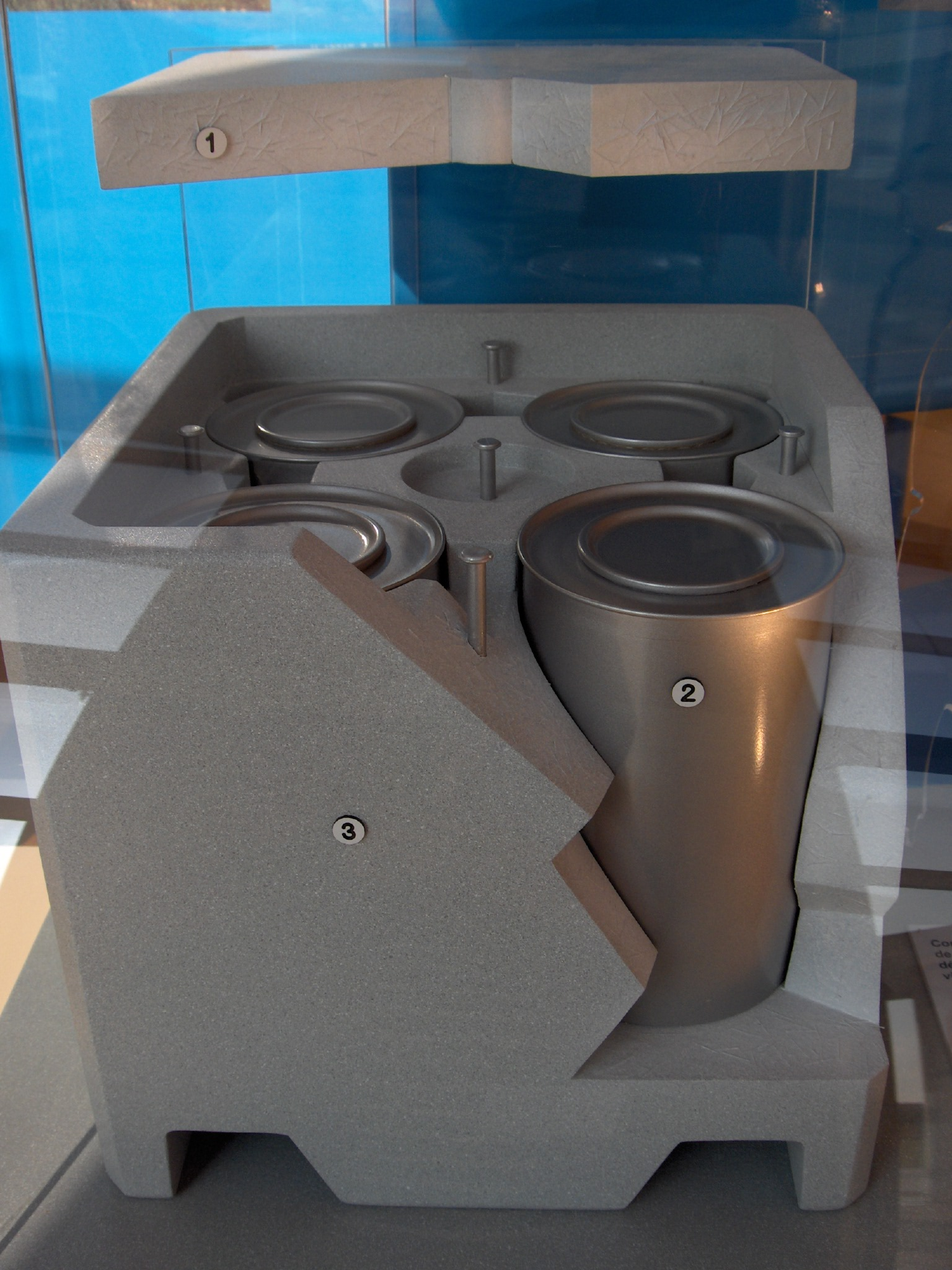
Conteneur en béton destiné au stockage des déchets MAVL.

Afin de laisser la possibilité aux prochaines générations de revenir sur les choix du stockage, la loi de programme sur les déchets radioactifs pose comme principe que ce stockage soit réversible, à titre de précaution : « Le stockage en couche géologique profonde de déchets radioactifs est le stockage de ces substances dans une installation souterraine spécialement aménagée à cet effet, dans le respect du principe de réversibilité. »
Les conditions de réversibilité ne sont pas fixées a priori, elles doivent être discutées lors du débat public. Après le débat public, le Gouvernement présente un projet de loi fixant ces conditions, conduisant à un débat parlementaire ; ce n'est qu'ensuite que l'autorisation de création du centre de stockage pourra être délivrée. Cette autorisation fixe la durée minimale pendant laquelle la réversibilité du stockage doit être assurée ; et cette durée ne peut être inférieure à cent ans.
La notion de « réversibilité » est relative : ce qui est réversible ou non dépend de la possibilité d'accéder sans risque aux colis, mais aussi du prix que l'on est prêt à payer pour une reprise. Dans un avenir lointain, même enfouis à plusieurs centaines de mètres dans des conteneurs rouillés par les siècles, les déchets pourraient peut-être rester techniquement récupérables dans des conditions de sécurité acceptables[réf. nécessaire], mais la réouverture d'un puits et des galeries d'accès aurait alors un coût prohibitif, rendant cette opération économiquement risquée. De ce fait, la réversibilité est conçue par étapes progressives, depuis l'exploitation courante d'une galerie jusqu'à la fermeture définitive du centre : conditionnement en colis, scellement d'alvéole, remblais d'une galerie, puis fermeture du centre Chaque étape franchie, qui implique le cloisonnement nécessaire à la sécurité du site, rend un peu plus difficile et coûteuse une éventuelle reprise.

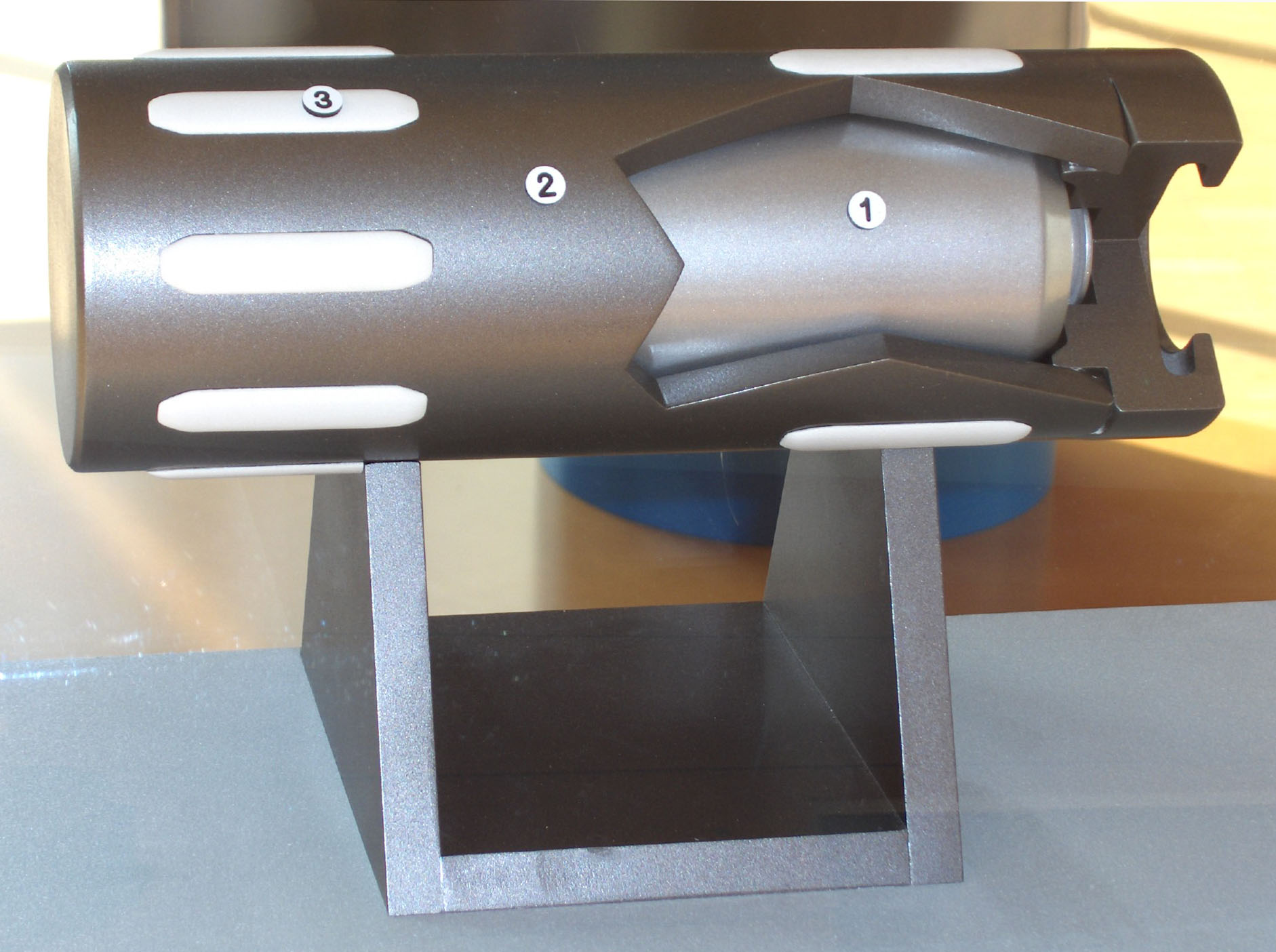
Maquette d'un conteneur de stockage (2) destiné à la mise en tunnel de déchets HAVL (1). On distingue les patins (3) destinés à faciliter les extractions éventuelles.

La réversibilité doit être prise en compte dès la conception du centre, et faciliter la récupération des colis de déchets « en toute sécurité », malgré la profondeur, tant que la décision n'est pas prise de fermer le stockage.
Pour rendre cette récupération possible « en toute sécurité » :
- les conteneurs et ouvrages de stockage doivent être construits de manière à être résistants pendant au moins toute la durée d'exploitation du stockage, pour permettre un accès facile aux colis de déchets ;
- les dispositifs automatisés prévus pour mettre en place les conteneurs de déchets dans les ouvrages de stockage doivent être tout aussi résistants mais également capables de ressortir ces conteneurs.

Ces dispositifs et leur entretien ont évidemment un coût, d'autant plus important que les exigences de réversibilité seront fortes. La question du financement de cette réversibilité rentre dans la réflexion globale de responsabilité intergénérationnelle. L'option prise par les acteurs du projet est de faire financer le laboratoire, la construction, l'exploitation et la fermeture de Cigéo par les générations actuelles, puisqu'elles seules ont fait le choix de ce mode de stockage.
Pour l'Andra, « le concept du projet Cigéo est flexible et évolutif. Si nécessaire, il pourra accueillir des combustibles usés non retraités. Les premiers colis à rejoindre le site seront des déchets MA-VL, la question du scellement définitif ou non de la première alvéole se posant vers 2045. Et le stockage des premiers colis vitrifiés de déchets HA n'interviendra pas avant 2075 ». Pour d'aucuns, la réversibilité conduit à une complexité indue.

### Coût du stockage profond et sources de financement
L’évaluation du coût total de Cigéo doit prendre en compte l’ensemble des coûts du stockage sur plus de 100 ans : les études, la construction des premiers ouvrages (bâtiments de surface, puits, descenderies), l’exploitation (personnel, maintenance, énergie…), la construction progressive des ouvrages souterrains, puis leur fermeture, leur surveillance… Une partie de ces coûts/investissements devraient selon l'Andra concerner les salaires de 1 500 à 2 000 personnes, employées durant toute la durée des travaux de creusement et d’enfouissement, soit au moins une centaine d’années.
- En 2003, l'Andra a publié une première évaluation de ce coût, sur la base de concepts techniques de 2002. Plusieurs scénarios ont été retenus, dont les coûts variaient de 15,9 à 55 milliards d'euros selon les options retenues en matière de retraitement[34].
- En 2009, l’Andra a communiqué aux producteurs un nouveau dossier de conception et une nouvelle estimation (dite « SI 2009 ») du coût du stockage profond, alors évalué à 33,8 milliards d'euros2008 (soit 35,9 G€2010)[34]. Le dossier 2009 intègre une hausse de l'inventaire à stocker, et des évolutions techniques visant à mieux prendre en considération les impératifs de sûreté et de réversibilité[34].
- En 2013, l'Andra devait procéder à une nouvelle estimation. Sur la base de l’esquisse technique affinée par l'Andra début 2013, et après un premier exercice d’optimisation, l’estimation s’élève fin 2013 à 28 G€2013, hors dépenses de recherche, assurances et fiscalité[35], soit un montant sensiblement identique à périmètre constant[36]. Des pistes d’optimisation restent encore à instruire entre l’Andra et les producteurs pour affiner ce chiffrage.
- En novembre 2013, l'Andra informe lors d'un débat public que cette ré-évaluation ne sera remise au gouvernement que courant 2014[37]. Après avoir recueilli les observations des producteurs de déchets et l'avis de l'Autorité de sûreté nucléaire, le ministre chargé de l'énergie doit arrêter l'évaluation de ces coûts et la rendre publique[38].
- En janvier 2016, ce coût est officiellement arrêté à 25 milliards d'euros par le ministère de l'écologie et du développement durable, chargé de l'énergie[39].
- En mai 2025, l'Andra estime le coût du stockage entre 26,1 et 37,5 milliards d'euros étalés sur une exploitation de 150 ans[40].

Ce coût sera théoriquement financé par les principaux producteurs de déchets nucléaires en France (EDF, le CEA et Areva), à travers des conventions passées avec l'Andra, qui constituera un « fonds destiné au financement de la construction, de l'exploitation, de l'arrêt définitif, de l'entretien et de la surveillance des installations d'entreposage ou de stockage des déchets de haute ou de moyenne activité à vie longue ». Pour un nouveau réacteur nucléaire sur l’ensemble de sa durée de fonctionnement, ce coût représente de l’ordre de 1 à 2 % du coût total de la production d’électricité,.

### Attentes de l'ASN relatives à la sûreté
En France, toute entité prévoyant de créer ou exploiter une installation nucléaire de base doit déposer un « dossier d’options de sûreté ».
L'ASN a publié un guide de sûreté en cas de stockage géologique définitif des déchets radioactifs (en 2008) et émis plusieurs avis, sur le dossier avant l'enquête publique de 2013 (dont les conclusions ont été rendues début 2014).
Après le débat public relatif au projet (fin 2013), l'Andra a annoncé vouloir démarrer l'exploitation du stockage en 2025, avec une « phase industrielle pilote » « de 5 à 10 ans » précédant une longue phase d'exploitation courante. Elle a annoncé à cette occasion qu'elle remettrait en 2015 à l’ASN un dossier d’options de sûreté, préalable à la demande d’autorisation de création. Ce dossier comprendra des « documents relatifs aux options techniques de récupérabilité, un projet de spécifications préliminaires
d’acceptation des colis et un plan directeur pour l’exploitation »
Le 20 janvier 2015, l'ASN répond à l'Andra en lui communiquant par courrier du 19 décembre 2014 ses attentes quant à ce dossier d'options de sûreté :
- couverture intégrale du site ; de toutes les installations (de surface, souterraines et de liaisons surface-fond)[49] ;
- structure auto-portante des installations ;
- avec présentation claire des objectifs, concepts et principes retenus pour la sûreté (en exploitation et à long terme, et à toutes les phases de vie de l'installation : conception, construction, fonctionnement, mise à l'arrêt définitif, démantèlement ou fermeture, entretien et surveillance, selon les sous-ensembles de l'installation concernés)[49] ;
- réversibilité (au sens large de l'OCDE[50]), avec double exigence ; a) exigence d'adaptabilité de l'installation (de manière à pouvoir réaffecter les usages au moment de la construction ou de l'exploitation, afin d'éventuellement pouvoir faire évoluer les installations, et b) exigence de récupérabilité des déchets « pendant une période donnée », en veillant à résoudre les problèmes habituels de difficulté d'accessibilité des colis de déchets (y compris après clôture des alvéoles de stockage et des galeries d'accès, ou en cas de perte d'intégrité du confinement des conteneurs de déchets[48], et en tenant compte du vieillissement ou de l'endommagement des structures[48].

L’ASN insiste aussi pour connaître « la politique prévue par l’Andra en matière de sous-traitance » et aussi voir dans le dossier « une esquisse de la notice prévue au II. de l’article 8 du décret du 2 novembre 2007 [7] présentant les capacités techniques de l’Andra en vue de la construction et de l’exploitation de cette installation telles que définies à l’article 2.1.1 de l’arrêté du 7 février 2012 » et liste d'autres demandes dans une annexe du courrier.
L'avis de l'ASN sur le dossier d’options de sûreté, publié le 15 janvier 2018, confirme l'analyse de son expert technique jugeant que le projet a atteint « une maturité technologique satisfaisante ». Il reprend cependant à son compte les craintes exprimées à l'été 2017 par l'Institut de radioprotection et de sûreté nucléaire (IRSN) sur les déchets « bitumés », représentant 16 % des volumes et 18 % des colis que l'Andra prévoit de stocker, qui présenteraient des risques d'incendie ; deux solutions s'offrent donc à l'Andra : les traiter pour les rendre inertes, par exemple par un procédé de pyrolyse, ou modifier la conception de Cigéo pour éviter une réaction en chaîne en cas d'incendie d'un colis.

### Problématique de l'actualisation des charges et stabilité du financement
En application de la loi de 2006 sur les déchets nucléaires, les producteurs de déchet étaient légalement tenus d'évaluer le coût à long terme que représentent leurs déchets, et d'équilibrer ces charges futures par des actifs dédiés bloqués à cette fin. Ces charges ne sont pas comptabilisées en « valeur brute », mais sont actualisées : les actifs dédiés sont placés et rapportent des intérêts financiers ; si le taux d'intérêt est par exemple de 3,04 %, un euro placé aujourd'hui rapportera théoriquement 1.0304^100 = 20 € au bout d'un siècle, ce qui permet d'équilibrer comptablement une dépense vingt fois plus élevée dans cent ans.
Une difficulté soulevée par les opposants au projet est que du fait de l'actualisation, les provisions pour charge passées par les producteurs de déchet ne couvrent donc que très partiellement ce que seront les charges futures du centre de stockage. L’actualisation forte (5 et/ou 3 %) pour les charges de long terme permet aux exploitants de ne provisionner que 5 milliards d’euros pour le projet Cigéo alors que ce projet devrait coûter au moins sept fois plus. De ce fait, il serait à craindre que si les provisions des producteurs s'avèrent insuffisantes, « Nos enfants n’auront que les déchets pour héritage. »[réf. souhaitée]
Cette objection repose sur la capacité qu'auront les placements financiers à tenir une performance à long terme. Cependant, le taux d'actualisation retenu par les producteurs de déchets n'est en réalité pas fixe, mais est lui-même contraint : « il ne peut excéder le taux de rendement, tel qu’anticipé avec un haut degré de confiance, des actifs de couverture, gérés avec un degré de sécurité et de liquidité suffisant pour répondre à leur objet » et doit faire l'objet d'une évaluation annuelle : si le rendement financier des provisions s'avère inférieur aux prévisions, les producteurs doivent réévaluer leurs charges (à la hausse), ce qui déséquilibre leur bilan de charge. Dans ce cas, « l'autorité administrative relève une insuffisance ou une inadéquation dans l'évaluation des charges, le calcul des provisions ou le montant, [et peut] prescrire les mesures nécessaires à la régularisation de sa situation en fixant les délais dans lesquels celui-ci doit les mettre en œuvre ». Les exploitants sont alors tenu d'augmenter les provisions pour rééquilibrer leurs comptes de charge de long terme.
L’État a renoncé à couvrir les charges du CEA par des actifs propres, mais en assurera le financement par voie budgétaire ; pour les opérateurs dont les charges portent surtout sur le long terme, la date butoir pour respecter cette règle de couverture a été repoussée de 2011 à 2014.

## Historique

### Loi du 30 décembre 1991
La loi du 30 décembre 1991 relative aux recherches sur la gestion des déchets radioactifs organise, sur une période de 15 ans, des recherches sur la gestion des déchets radioactifs à haute activité et à vie longue et des travaux selon trois familles de méthodes envisageables :
- séparation et transmutation des éléments radioactifs à vie longue présents dans ces déchets ;
- stockage réversible ou irréversible dans les formations géologiques profondes, notamment grâce à la réalisation de laboratoires souterrains ;
- procédés de conditionnement et d'entreposage de longue durée en surface de ces déchets.

Cette loi prévoit qu'à l'issue d'une période qui ne pourra excéder quinze ans, le gouvernement adressera au parlement un rapport global d'évaluation de ces recherches accompagné d'un projet de loi autorisant, le cas échéant, la création d'un centre de stockage des déchets radioactifs à haute activité et à vie longue.

### Évolutions de 1992 à 2005
En 1992, un appel à candidature est lancé pour le choix de départements pour accueillir des laboratoires souterrains. Une trentaine de candidatures émanant de 11 départements sont reçues. Fin 1993, quatre départements sont sélectionnés par le gouvernement : le Gard, la Vienne, la Meuse et la Haute-Marne.
En 1998, après investigations géologiques et enquêtes publiques, le Gouvernement Lionel Jospin opte pour la réalisation d’un laboratoire unique à Bure.
De 1999 à 2004 est construit le laboratoire souterrain de Bure. En 2005, l’Andra publie le dossier « Argile 2005 » qui fait le bilan de 15 ans de recherche complété par des expérimentations menées dans le laboratoire souterrain, et conclut à la faisabilité de principe du stockage en couche géologique argileuse, moyennant un certain nombre de recherches complémentaires.
En janvier 2006, la Commission nationale d’évaluation relative aux recherches sur la gestion des déchets radioactifs (CNE), créée par la loi de 1991, publie un rapport global sur le bilan de 15 années de travaux pour préparer un futur projet de loi « autorisant le cas échéant la création d’un centre de stockage des déchets radioactifs à haute activité et à vie longue ». Elle préconise notamment le stockage « réversible en situation géologique profonde », qui représente la « voie de référence » pour une gestion définitive des déchets ultimes, et la poursuite des recherches dans le laboratoire souterrain situé à Bure.

### Loi du 28 juin 2006
La loi de 2006 soumet l'autorisation de Cigéo à :
1. l'organisation d'un débat public 
Il a été ouvert le 15 mai 2013 par la Commission nationale du débat public, avec 15 réunions publiques annoncées (elles se dérouleront du 15 mai au 15 octobre 2013 avec « des interventions de différents experts du sujet ». Elles seront organisées par la commission particulière du débat public (CPDP). Le public pourra durant ce temps également s'exprimer via un « site internet participatif »[58]. Ce débat doit[59] :
  - informer le public sur Cigéo, sa conception industrielle, sa sûreté, sa réversibilité, son implantation et sa surveillance ;
  - collecter des avis sur les objectifs, modalités, caractéristiques et impacts de Cigéo selon les acteurs et personnes souhaitant s'exprimer à ce sujet ;
  - éclairer l’État sur la décision à prendre.

Avant la mi-décembre, la CPDP publiera un compte-rendu des débats « et la CNDP (Commission nationale du débat public) en rédigera le bilan. L'Andra disposera alors de trois mois pour indiquer, par un acte motivé, les suites qu’elle entend donner à son projet au regard des enseignements du débat public »[59].
2. une demande d’autorisation de création (par l’Agence nationale pour la gestion des déchets radioactifs) en 2015 ;
  - de 2015 à 2018, instruction de cette demande par les autorités compétentes et recueil des avis des collectivités ; loi sur les conditions de la réversibilité du stockage ; ouverture d'une enquête publique ; en fonction des résultats des étapes précédentes, autorisation de réaliser le stockage.

Les solutions proposées par l'Andra feront l'objet de contrôles indépendants :
- la Commission nationale d'évaluation (CNE) réalise un contrôle scientifique et technique, visant à garantir la faisabilité technique et la performance de la méthode de stockage[60]. Elle rend compte annuellement de ce contrôle au Parlement et au gouvernement ;
- l'Autorité de sûreté nucléaire (ASN) contrôle la conformité du projet par rapport aux exigences réglementaires (radioprotection et sûreté). Elle s’appuie sur l’expertise scientifique et technique de l'Institut de Radioprotection et de Sûreté Nucléaire (IRSN) et sur des Groupes Permanents d’experts[9] ;
- un comité local d'information et de suivi (CLIS)[61] a pour rôle d'examiner d'une manière générale les informations et les processus de consultation concernant le site de stockage[60].

Enfin, le Parlement suit la progression du projet à travers l'Office parlementaire d'évaluation des choix scientifiques et technologiques (OPECST).
La demande d’autorisation de création de Cigéo, qui devait être adressée à l’ASN en 2018, sera repoussée à mi-2019.

### Débats et controverses
Début 2013, la Commission nationale du débat public (CNDP) prépare le débat sur le projet de site de stockage. La ministre de l’Écologie Delphine Batho se rend le 4 février 2013 à Bure, pour visiter le laboratoire souterrain. Le 6 février, elle valide le dossier préparé par l'Agence nationale pour la gestion des déchets radioactifs pour présenter le projet lors du débat public, qui doit se tenir du 15 mai au 31 juillet et du 31 août au 15 octobre 2013.
Pour la directrice de l'Andra, « la décision de créer un site de stockage en Meuse et Haute-Marne n'est pas encore prise. […] D'une part, […] il y faudra le feu vert de l'Autorité de sûreté nucléaire (ASN). D'autre part, […] les deux départements ont donné leur accord au laboratoire souterrain, mais ils n'ont pas encore dit “oui” au centre de stockage, et nous en sommes parfaitement conscients. »

#### Boycott des débats
Le 15 mai 2013, environ 40 organisations appellent à boycotter le débat, en particulier de nombreux groupes locaux dont Bure Zone Libre, la fédération nationale des Amis de la Terre et le Réseau Sortir du Nucléaire.
Le 23 mai puis le 18 juin, des opposants au projet empêchent la tenue des débats, estimant que les décisions sont déjà prises. Le président de la Commission du débat sur ce projet, Claude Bernet, suspend la séance au bout d'un quart d'heure, au regret de la CNDP qui constate que « de nombreux participants ont été privés de leur [sic] droits à l'information et à l'expression sur le projet. » De même, le HCTISN déplore « ces entraves au bon déroulement des réunions publiques du débat, lequel débat est justement organisé dans le cadre des lois de la République aux fins de garantir un réel exercice de la démocratie. »
Un sondage effectué auprès d'habitants de la Meuse et de la Haute-Marne montre qu'ils sont favorables à 83 % à ce que les opposants au projet participent au débat public, mais que 68 % sont d’accord avec l’affirmation selon laquelle « le débat ne servira à rien, les conclusions étant connues d’avance », tout en jugeant le débat utile pour élever le niveau d'information.
Cependant, pour l'Andra « aucun texte réglementaire ne dit que le débat doit prendre la forme de réunions publiques. La Commission nationale du débat public (CNDP) vient de proposer des solutions alternatives, comme des forums contradictoires sur Internet ou une conférence de citoyens. »
Le 12 février 2014, le président de la CNDP, Christian Leyrit, propose de jalonner la création du centre industriel de stockage géologique de déchets nucléaires (Cigéo) en commençant par une « étape significative » de « stockage pilote ».

#### Loi de 2016
En juin 2015, le Conseil constitutionnel censure l'insertion dans la loi Macron d'un article sur la réversibilité. Celui-ci est finalement repris dans la loi fixant le cadre du projet Cigéo adoptée en juillet 2016.
Le 8 novembre 2017, à la demande de l’Andra, la CNDP annonce la nomination de deux garants qui l’accompagneront dans la démarche d’information et d’implication de la société civile dans le projet (Pierre Guinot-Delery et Jean-Michel Stievenard). Étant donné la complexité du dossier et la démission d'un des deux garants, la CNDP décide le 6 juin 2018 de désigner trois garants (Jean-Michel Stievenard, Marie-Line Meaux et Jean-Daniel Vazelle).
Saisi par des associations nationales (Greenpeace, Sortir du nucléaire, Attac) et locales (Lorraine Nature Environnement, CEDRA) d’une question prioritaire de constitutionnalité sur la conformité de la loi aux droits et libertés garantis par la Constitution, le Conseil constitutionnel confirme le 27 octobre 2023 que les dispositions sur la réversibilité du stockage ne méconnaissent pas les exigences de l’article 1er de la Charte de l’environnement et sont donc conformes à la Constitution.

#### Intensification de la contestation et riposte judiciaire
À partir de 2016, le bois Lejuc à Mandres-en-Barrois, sur lequel pourraient être bâties des installations de Cigéo, devient le symbole de la contestation du projet. Il est occupé par des militants tandis que la délibération à bulletin secret du conseil municipal de Mandres autorisant sa cession à l'Andra est attaquée pour vice de forme. Elle est annulée le 28 février 2017 par le tribunal administratif de Nancy, ce qui amène le conseil municipal à se réunir à nouveau le 18 mai pour confirmer sa première décision. Le bois reste cependant occupé par les opposants au projet qui en sont expulsés par les gendarmes le 22 février 2018. Les recours juridiques sur la cession du bois Lejuc n'étant pas épuisés, la légalité de cette expulsion est contestée par les avocats des opposants au projet. Dans les jours qui suivent, les matériaux que les opposants avaient installés dans le bois pour en interdire l'accès et en faciliter l'occupation sont évacués.
La contestation, par ailleurs, prend parfois un tour violent (tentative d’incendie de l’hôtel-restaurant situé à proximité du Laboratoire, dégradations au Tribunal de Bar-le-Duc, menaces contre des parlementaires et des journalistes), ce qui conduit la justice à ouvrir une enquête sur plusieurs militants antinucléaires venus s'installer à Bure et dans les villages voisins pour association de malfaiteurs. Elle met en œuvre pour cela des méthodes d’analyse criminelle. Les écoutes téléphoniques effectuées dans ce cadre  sont présentées par Reporterre et Mediapart comme faisant partie d'une « machine démesurée de renseignement sur le mouvement antinucléaire », dont le coût avoisinerait le million d'euros.

### Avis et autorisations préalables et travaux préparatoires
Le dossier d’enquête publique est déposé le 3 août 2020. Le 13 janvier 2021, l’Autorité environnementale rend son avis, où elle recommande de présenter un programme détaillé d’études complémentaires de maîtrise des risques et de surveillance tandis que la Commission nationale du débat public (CNDP) souligne l’importance d’une concertation approfondie au sujet de la réhabilitation de la ligne ferroviaire Nançois-Tronville-Gondrecourt. En février 2021, le secrétariat général pour l'investissement publie un avis favorable au projet Cigéo, soulignant « la forte valeur prudentielle et assurantielle » du projet, en pointant toutefois le risque « important et sérieux de dérive des coûts ».
Le dossier d’enquête publique ayant été mis à jour pour tenir compte de ces recommandations, l’enquête est lancée le 9 août 2021 et se déroule du 15 septembre au 23 octobre. Le 20 décembre, les commissaires enquêteurs rendent un avis favorable « sans réserve » à la déclaration d’utilité publique et à la mise en compatibilité des documents d’urbanisme.
Le 8 juillet 2022 est publiée par décret la déclaration d'utilité publique (DUP) du projet Cigéo. Cette DUP permettra la mise en conformité des documents d'urbanisme et l'acquisition par l'Agence nationale pour la gestion des déchets radioactifs (Andra) des terrains nécessaires par expropriation. Le décret précise que les expropriations de terrains nécessaires à la réalisation du projet seront « réalisées avant le 31 décembre 2037 », et celles « ne concernant que les tréfonds […] au plus tard le 31 décembre 2050 ».
Le 17 janvier 2023, l'Andra dépose au ministère de la Transition énergétique la demande d'autorisation de création du site de Cigéo, un document de 10 000 pages. L'Autorité de sûreté nucléaire dispose de cinq ans pour instruire le dossier et autoriser ou non la création du site. 
Le 1er décembre 2023, le Conseil d'État confirme « l'utilité publique » du projet de stockage de déchets radioactifs à Bure.
Le 10 juin 2024, l'Institut de radioprotection et de sûreté nucléaire (IRSN) publie le premier avis sur les trois qu'il devra rendre : il considère que le socle de connaissance sur les colis de déchets, sur le site et sur la roche qui devra emprisonner les déchets radioactifs, est suffisant pour réaliser une évaluation de la sûreté du site : « notre avis est globalement positif sur l'ensemble des connaissances réunies par l'Andra ». Cependant, il note que la capacité du centre Cigéo n'est pas conçue pour accueillir les déchets issus d'une relance du nucléaire encore plus massive que celle déjà engagée par le gouvernement, avec la construction de six réacteurs EPR2 : l'inventaire de réserve étendu, tel que mis à jour par l'Andra, n'inclus pas les huit réacteurs EPR2 supplémentaires dont la construction est envisagée, ni les éventuels petits réacteurs modulaires ou réacteurs à neutrons rapides qui pourraient voir le jour en France. Pour aller au-delà, une nouvelle demande d'autorisation de création devra être instruite, voir un nouveau projet. L'IRSN met en avant plusieurs points de vigilance : le rythme de corrosion trop rapide de composants métalliques, l’homogénéité de la roche qui soulève des interrogations, et la conception des ouvrages de scellement.